# Ilex atabapoensis
Ilex atabapoensis là một loài thực vật có hoa trong họ Aquifoliaceae. Loài này được T.R.Dudley mô tả khoa học đầu tiên năm 1997.